# Drassodes jiufeng
Drassodes jiufeng är en spindelart som beskrevs av Tang, Song och Zhang 200. Drassodes jiufeng ingår i släktet Drassodes och familjen plattbuksspindlar. Inga underarter finns listade i Catalogue of Life.